# Plasture transdermic

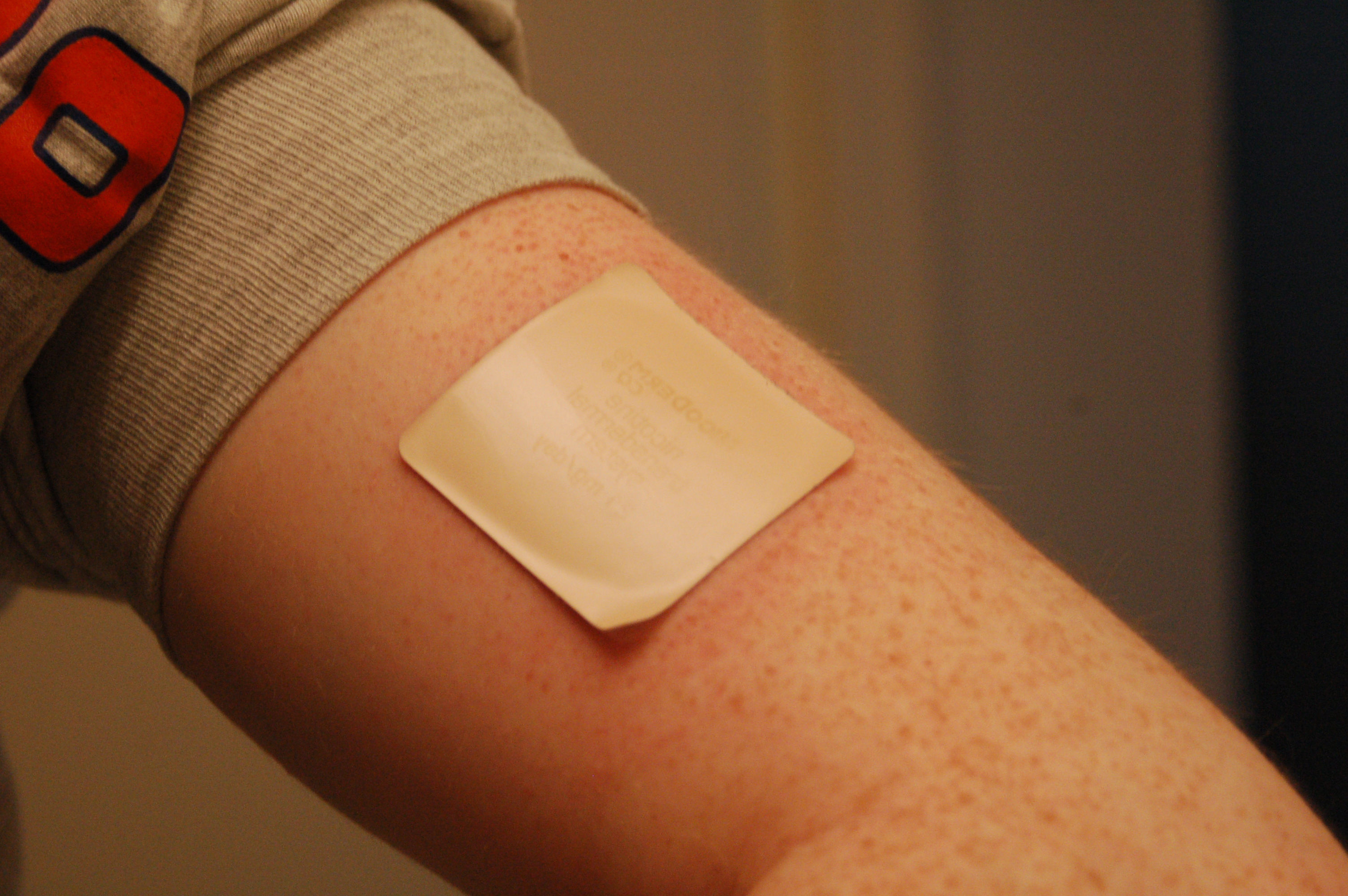
Un plasture transdermic ce conține 21 mg de nicotină, aplicat pe mâna stângă

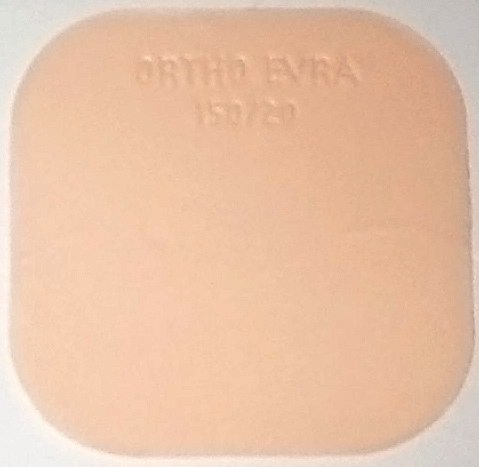
Un plasture transdermic cu efect contraceptiv

Un plasture transdermic (denumit uneori și patch din engleză patch) este un preparat farmaceutic format dintr-un plasture adeziv, destinat administrării cutanate, și care conține o doză fixă de principiu activ care urmează să fie absorbită prin piele în circulația sanguină. De cele mai multe ori, sunt utilizate în tratamentul local al unor afecțiuni, dar pot fi utilizate și pentru efect sistemic. Cedarea substanței medicamentoase din plasture este controlată de existența unei membrane poroase ce acoperă rezervorul medicamentos sau prin topirea conținutului.

## Istoric
Primul plasture transdermic disponibil comercial a fost aprobat în Statele Unite de FDA în decembrie 1979. Acesta conținea scopolamină și era utilizat pentru tratamentul răului de mișcare.